# Liste der Kulturdenkmäler in Berkatal
Die folgende Liste enthält die in der Denkmaltopographie ausgewiesenen Kulturdenkmäler auf dem Gebiet  der Gemeinde Berkatal, Werra-Meißner-Kreis, Hessen.
Hinweis: Die Reihenfolge der Denkmäler in dieser Liste orientiert sich zunächst an Ortsteilen und anschließend der Anschrift, alternativ ist sie auch nach der Bezeichnung, der vom Landesamt für Denkmalpflege vergebenen Nummer oder der Bauzeit sortierbar.
Kulturdenkmäler werden fortlaufend im Denkmalverzeichnis des Landes Hessen durch das Landesamt für Denkmalpflege Hessen auf Basis des Hessischen Denkmalschutzgesetzes (HDSchG) geführt. Die Schutzwürdigkeit eines Kulturdenkmals hängt nicht von der Eintragung in das Denkmalverzeichnis des Landes Hessen oder der Veröffentlichung in der Denkmaltopographie ab.

Das Vorhandensein oder Fehlen eines Objekts in dieser Liste ist keine rechtsverbindliche Auskunft darüber, ob es Kulturdenkmal ist oder nicht: Diese Liste entspricht möglicherweise nicht dem aktuellen Stand der offiziellen Denkmaltopographie. Diese ist für Hessen in den entsprechenden Bänden der Denkmaltopographie Bundesrepublik Deutschland und im Internet unter DenkXweb – Kulturdenkmäler in Hessen einsehbar. Auch diese Quellen sind, obwohl sie durch das Landesamt für Denkmalpflege Hessen aktualisiert werden, nicht immer aktuell, da es im Denkmalbestand immer wieder Änderungen gibt.
Eine verbindliche Auskunft erteilt allein das Landesamt für Denkmalpflege Hessen.
Nutze diese Kartenansicht, um Koordinaten in der Liste zu setzen. In dieser Kartenansicht sind Kulturdenkmale ohne Koordinaten mit einem roten bzw. orangen Marker dargestellt und können in der Karte gesetzt werden. Kulturdenkmale ohne Bild sind mit einem blauen bzw. roten Marker gekennzeichnet, Kulturdenkmale mit Bild mit einem grünen bzw. orangen Marker.

## Kulturdenkmale nach Ortsteilen

### Frankenhain
| Bild                                                | Bezeichnung                                         | Lage | Beschreibung | Bauzeit | Objekt-Nr. |
| --------------------------------------------------- | --------------------------------------------------- | --- | --- | ------- | ---------- |
| Bild gesucht BW                                     | Gesamtanlage                                        | mit Bei der Kirche 1–6; Beim Anger 1–2; Forststraße 1–3, 2–6; Gartenstraße 2–16; Meißnerstraße 7–29, 2–38; Schulstraße 1–13, 2–4; Vor der Gasse 2–4; Wiesenstraße 1–5, 2 Lage | |         | 37818 DDB  |
| Bild gesucht BW                                     | Wegweiser Richtung Kammerbach ** 4725.V2            | Auf dem Bornschen Graben LageFlur: 2, Flurstück: 37/1 | |         | 39311 DDB  |
| Evangelische Pfarrkirche                            | Evangelische Pfarrkirche                            | Bei der Kirche 6 LageFlur: 9, Flurstück: 87/3 | Quadratischer Chorturm, Mauerwerk Untergeschoss ca. 13. Jahrhundert und im Oberbau mit den Maßwerkfenstern und dem Kreuzrippengewölbe im Chorraum in der 1. Hälfte des 15. Jahrhunderts. Die Haubenlaterne im 18. Jahrhundert und der Wetterfahne von 1790. Das Kirchenschiff von Joh. Friedrich Matthei 1838, Taufstein 16. Jahrhundert. Mit Grabsteinen. |         | 37821 DDB  |
| Bild gesucht BW                                     | Ehemalige Angermühle                                | Beim Anger 1 LageFlur: 10, Flurstück: 97/2 | mit Biedermeierhaustür |         | 37817 DDB  |
| Bild gesucht BW                                     | Hofanlage                                           | Beim Anger 2 LageFlur: 10, Flurstück: 89/2 | |         | 37820 DDB  |
| Bild gesucht BW                                     | Brunnen                                             | Forststraße 2 LageFlur: 9, Flurstück: 35/3 | Brunnen vor dem Hof Forststraße 2 |         | 37834 DDB  |
| Direkt Bild zu diesem Denkmal hochladen             | 4 Grenzsteine                                       | Forst- und Weidegrenzen | |         | 39309 DDB  |
| Bild gesucht BW                                     | Wegweiser Richtung Kammerbach ** 4725.V3            | K 44 LageFlur: 6, Flurstück: 53/14 | |         | 39312 DDB  |
| Bild gesucht BW                                     | Villa                                               | Meißnerstraße 6 LageFlur: 8, Flurstück: 3/7 | | um 1900 | 37822 DDB  |
| Bild gesucht BW                                     | Fabrikgelände                                       | Meißnerstraße 13/11 LageFlur: 8, Flurstück: 61/7 | Wohnhaus, Wohn- und Verwaltungstrakt, Rest eines Fabrikgebäudes |         | 37823 DDB  |
| Bild gesucht BW                                     | Wohnhaus                                            | Meißnerstraße 14 LageFlur: 9, Flurstück: 116/4 | | um 1770 | 37824 DDB  |
| Bild gesucht BW                                     | Wohnhaus und Scheune                                | Meißnerstraße 15 LageFlur: 8, Flurstück: 129/3 | |         | 37825 DDB  |
| Bild gesucht BW                                     | Sandsteinpfosten eines ehemaligen Fuhrmanngehöfts   | Meißnerstraße 16 LageFlur: 9, Flurstück: 115/5 | |         | 37826 DDB  |
| Bild gesucht BW                                     | Wohnhaus                                            | Meißnerstraße 19 LageFlur: 9, Flurstück: 133/2 | |         | 37827 DDB  |
| Bild gesucht BW                                     | Wohnhaus                                            | Meißnerstraße 20 LageFlur: 9, Flurstück: 107/4 | Hinweis auf Haustür und Rahmen |         | 37828 DDB  |
| Bild gesucht BW                                     | Wohnhaus                                            | Meißnerstraße 21, Vor der Gasse 1 LageFlur: 9, Flurstück: 134/2, 138/2 | |         | 37829 DDB  |
| Bild gesucht BW                                     | Wohnhaus                                            | Meißnerstraße 22 LageFlur: 9, Flurstück: 104/8 | |         | 37830 DDB  |
| Bild gesucht BW                                     | Wohnhaus                                            | Meißnerstraße 23 LageFlur: 9, Flurstück: 136/3 | |         | 37831 DDB  |
| Ortsanger mit Umfassungsmauer und altem Baumbestand | Ortsanger mit Umfassungsmauer und altem Baumbestand | Meißnerstraße 25, Beim Anger LageFlur: 10, Flurstück: 87/5, 88/1 | Der Ortsanger wird als ehemaliger Gerichtsplatz aus städtebaulichen und ortsgeschichtlichen Gründen als Kulturdenkmal geschützt. |         | 37832 DDB  |
| Bild gesucht BW                                     | Hofanlage                                           | Meißnerstraße 36 LageFlur: 9, Flurstück: 48/3 | |         | 37833 DDB  |
| Bild gesucht BW                                     | Wegweiser Straße Schwalbenthal (Verkehrsmale)       | Mühlwasser, Kachelberg, Breitetelle LageFlur: 15, Flurstück: 5/3 | |         | 39310 DDB  |
| Bild gesucht BW                                     | Wohnhaus                                            | Noltinastraße 14 LageFlur: 10, Flurstück: 47/6 | |         | 37835 DDB  |
| Bild gesucht BW                                     | Hofanlage                                           | Noltinastraße 15 LageFlur: 10, Flurstück: 130/2 | |         | 37836 DDB  |
| Bild gesucht BW                                     | Wohnhaus                                            | Noltinastraße 25 LageFlur: 16, Flurstück: 44 | |         | 37837 DDB  |
| Bild gesucht BW                                     | Wohn-Wirtschaftsgebäude                             | Schulstraße 11/9 LageFlur: 10, Flurstück: 58/1, 59/2 | |         | 37838 DDB  |
| Bild gesucht BW                                     | Wohnhaus                                            | Schulstraße 13 LageFlur: 10, Flurstück: 55/2 | |         | 37839 DDB  |
| Bild gesucht BW                                     | Quellenfassung (Brunnen)                            | Stieglerrain, Mühlwasser, Kachelberg, Breitetelle LageFlur: 15, Flurstück: 3/3                                                                                                | Inschrift: Ianisch-Born 1877 |         | 39314 DDB  |
| Bild gesucht BW                                     | Hofanlage                                           | Vor der Gasse 4 LageFlur: 10, Flurstück: 91/1 | |         | 37840 DDB  |

### Frankershausen
| Bild                                        | Bezeichnung                                 | Lage | Beschreibung | Bauzeit | Objekt-Nr. |
| ------------------------------------------- | ------------------------------------------- | --- | --- | ------- | ---------- |
| Bild gesucht BW                             | Gesamtanlage                                | mit Kirchrain 1–6; Oberdorf 13–23a, 27, 14 Lage | |         | 37841 DDB  |
| Bild gesucht BW                             | Wohnhaus mit Scheune                        | Am Anger 6 LageFlur: 18, Flurstück: 137/2 | |         | 37848 DDB  |
| Bild gesucht BW                             | Wohnhaus mit Scheune                        | Am Warteberg 11 LageFlur: 17, Flurstück: 183/5 | |         | 37849 DDB  |
| Bild gesucht BW                             | Wohnhaus                                    | Am Wasser 3 LageFlur: 18, Flurstück: 136/3 | |         | 37850 DDB  |
| Bild gesucht BW                             | Wohnhaus                                    | Am Wasser 4 LageFlur: 17, Flurstück: 122/6 | |         | 37851 DDB  |
| Bild gesucht BW                             | Wohnhaus                                    | Am Wasser 5 LageFlur: 17, Flurstück: 124/4 | |         | 37852 DDB  |
| Bild gesucht BW                             | Hofanlage                                   | Am Wasser 7 LageFlur: 17, Flurstück: 125/4 | |         | 37853 DDB  |
| Bild gesucht BW                             | Wohnhaus                                    | Am Wasser 10 LageFlur: 17, Flurstück: 110/1 | |         | 37854 DDB  |
| Bild gesucht BW                             | Wohnhaus                                    | Am Wasser 12/12a LageFlur: 17, Flurstück: 100/2, 100/3 | |         | 37855 DDB  |
| Bild gesucht BW                             | Wohnhaus                                    | Am Wasser 15 LageFlur: 17, Flurstück: 153/1 | |         | 37856 DDB  |
| Bild gesucht BW                             | Halbes Doppelwohnhaus                       | Am Wasser 18 LageFlur: 17, Flurstück: 92/1 | |         | 37857 DDB  |
| Bild gesucht BW                             | Wohnhaus                                    | Am Wasser 19 LageFlur: 17, Flurstück: 158/2, 162/3 | |         | 37860 DDB  |
| Bild gesucht BW                             | Wohnhaus mit Scheune                        | Am Wasser 24 LageFlur: 17, Flurstück: 81/2 | |         | 37859 DDB  |
| Bild gesucht BW                             | Backhaus                                    | Am Wasser 32 LageFlur: 17, Flurstück: 217/30 | |         | 37864 DDB  |
| weitere Bilder                              | Oberdorfer Mühle                            | Bei der Oberdorfer Mühle 1, Bei der Oberdorfer Mühle LageFlur: 36, Flurstück: 17/1, 18, 56                                                                                 | |         | 37844 DDB  |
| Bild gesucht BW                             | Wohnhaus                                    | Berkastraße 17 LageFlur: 9, Flurstück: 9/5 | |         | 37862 DDB  |
| Bild gesucht BW                             | Wohnhaus                                    | Berkastraße 29/31 LageFlur: 17, Flurstück: 202/1, 204/6 | |         | 37863 DDB  |
| Bild gesucht BW                             | Wohnhaus                                    | Berkastraße 39 LageFlur: 17, Flurstück: 78/2 | |         | 37865 DDB  |
| Bild gesucht BW                             | Wohnhaus                                    | Berkastraße 40 LageFlur: 17, Flurstück: 103/3 | |         | 37866 DDB  |
| Bild gesucht BW                             | Hofanlage                                   | Berkastraße 48 LageFlur: 19, Flurstück: 83/2 | |         | 37867 DDB  |
| Bild gesucht BW                             | Wohn-Wirtschaftsgebäude                     | Berkastraße 49 LageFlur: 17, Flurstück: 23/2 | |         | 37868 DDB  |
| Bild gesucht BW                             | Wohnhaus                                    | Berkastraße 51 LageFlur: 17, Flurstück: 21/2 | |         | 37869 DDB  |
| Bild gesucht BW                             | Ehemaliges Schulhaus                        | Berkastraße 54 LageFlur: 17, Flurstück: 89/2 | |         | 37870 DDB  |
| Bild gesucht BW                             | Wohnhaus                                    | Berkastraße 58 LageFlur: 19, Flurstück: 92/6 | |         | 37871 DDB  |
| Bild gesucht BW                             | Wohnhaus                                    | Berkastraße 60 LageFlur: 19, Flurstück: 37/5 | |         | 37872 DDB  |
| Bild gesucht BW                             | Wohnhaus mit Scheune                        | Berkastraße 61 LageFlur: 19, Flurstück: 98/4, 98/5 | |         | 37873 DDB  |
| Bild gesucht BW                             | Hofanlage                                   | Berkastraße 67 LageFlur: 19, Flurstück: 104/4 | |         | 37874 DDB  |
| Bild gesucht BW                             | Wohnhaus                                    | Berkastraße 69 LageFlur: 19, Flurstück: 105/2 | |         | 37875 DDB  |
| Bild gesucht BW                             | Wohnhaus mit mehreren Wirtschaftsgebäuden   | Berkastraße 71, Trift 2 LageFlur: 19, Flurstück: 5/5, 9/3 | |         | 37876 DDB  |
| Bild gesucht BW                             | Wohnhaus                                    | Berkastraße 73 LageFlur: 19, Flurstück: 21/7 | |         | 37877 DDB  |
| Bild gesucht BW                             | Wohnhaus                                    | Berkastraße 75 LageFlur: 19, Flurstück: 29/20 | |         | 37878 DDB  |
| weitere Bilder                              | Blaumühle                                   | Blaumühle 1 LageFlur: 35, Flurstück: 34/1 | |         | 37843 DDB  |
| weitere Bilder                              | Meßsäule 1. Klasse (Vermessungssteine)      | Gemoosenwiese, Weinbusch, Sau-Bergholz über Branserode, Große Waldwiese beim Weinbusch, Forstwiese, Eselswiese, Beim Weinbusch, Amtmannswiese LageFlur: 37, Flurstück: 1/2 | historische Vermessungssäule auf der Kasseler Kuppe auf dem Hohen Meißner |         | 39313 DDB  |
| Bild gesucht BW                             | Wohn-Wirtschaftsgebäude                     | Kirchrain 1 LageFlur: 18, Flurstück: 76/2 | |         | 37891 DDB  |
| Bild gesucht BW                             | Streckhof                                   | Kirchrain 3 LageFlur: 18, Flurstück: 84/2 | |         | 37892 DDB  |
| Bild gesucht BW                             | Streckhof                                   | Kirchrain 4 LageFlur: 18, Flurstück: 95/3 | |         | 37894 DDB  |
| weitere Bilder                              | Evangelische Kirche                         | Kirchrain 5 LageFlur: 18, Flurstück: 166/4 | Gotischer Chorturm, klassizistischer Quersaal mit Säulenvorhalle und innen umlaufenden Emporen. Das Kirchenschiff von Joh. Friedrich Matthei 1827-1828, die Orgel von Friedrich Krebaum 1829-1830. |         | 37893 DDB  |
| Bild gesucht BW                             | Backhaus                                    | Lindenkreis 3 LageFlur: 19, Flurstück: 50/2 | | um 1850 | 37879 DDB  |
| Bild gesucht BW                             | Ehemalige Burg                              | Neue Straße 1 LageFlur: 18, Flurstück: 162/10 | |         | 37882 DDB  |
| Bild gesucht BW                             | Hofanlage                                   | Neue Straße 9 LageFlur: 19, Flurstück: 68/3 | |         | 37883 DDB  |
| Bild gesucht BW                             | Wohnhaus                                    | Oberdorf 4 LageFlur: 18, Flurstück: 124/5 | |         | 37884 DDB  |
| Bild gesucht BW                             | Streckhof                                   | Oberdorf 19 LageFlur: 18, Flurstück: 41/2 | |         | 37886 DDB  |
| Bild gesucht BW                             | Doppelwohnhaus                              | Oberdorf 23/23a LageFlur: 18, Flurstück: 26/1, 28/3 | |         | 37887 DDB  |
| Bild gesucht BW                             | Tagelöhnerhaus                              | Oberdorf 25 LageFlur: 18, Flurstück: 22/4 | |         | 37888 DDB  |
| Bild gesucht BW                             | Wohnhaus                                    | Schafhof 3 LageFlur: 13, Flurstück: 1 | |         | 37845 DDB  |
| Bild gesucht BW                             | Wohnhaus                                    | Schafhof 5 LageFlur: 13, Flurstück: 4/1 | |         | 37847 DDB  |
| Bild gesucht BW                             | Wohnhaus                                    | Schafhof 7 LageFlur: 13, Flurstück: 5/23 | |         | 37846 DDB  |
| Bild gesucht BW                             | Forsthaus Schmelzhütte                      | Schmelzhütte LageFlur: 12, Flurstück: 21/6 | |         | 37881 DDB  |
| Bild gesucht BW                             | Wohnhaus                                    | Trift 3, Trift LageFlur: 19, Flurstück: 116/1, 151/14 | | um 1770 | 37889 DDB  |
| Bild gesucht BW                             | Wohnhaus                                    | Trift 7 LageFlur: 19, Flurstück: 123/2 | |         | 37890 DDB  |
| Friedrichstollen mit Kipp- und Verladehalde | Friedrichstollen mit Kipp- und Verladehalde | Unter dem Weißen Stein, In den Langen Bäumen LageFlur: 27, Flurstück: 10/2, 1/2                                                                                            | |         | 37861 DDB  |
| Bild gesucht BW                             | Wohnhaus                                    | Wolfteroder Straße 6 LageFlur: 17, Flurstück: 40/4 | |         | 37896 DDB  |
| Bild gesucht BW                             | Tagelöhnerhaus                              | Wolfteroder Straße 9 LageFlur: 17, Flurstück: 42/2 | |         | 37897 DDB  |
| Bild gesucht BW                             | Tagelöhnerhaus                              | Wolfteröder Straße 11 LageFlur: 17, Flurstück: 43/1 | |         | 37897 DDB  |

### Hitzerode
| Bild                     | Bezeichnung                     | Lage | Beschreibung | Bauzeit | Objekt-Nr. |
| ------------------------ | ------------------------------- | --- | --- | ------- | ---------- |
| Bild gesucht BW          | Gesamtanlage                    | mit Abteröder Straße 4–10; Albunger Straße 1–15, 2–20; An der Tränke; Im Steinbach; Kirchberg 1–11, 2–18; Lange Straße 15–61, 10–50; Tränkgasse 1–3, 2–4; Weidengasse 1–3 Lage | |         | 37899 DDB  |
| Bild gesucht BW          | Wohnhaus                        | Albunger Straße 8 LageFlur: 6, Flurstück: 19/6 | |         | 37901 DDB  |
| Bild gesucht BW          | Wohnhaus                        | Albunger Straße 12 LageFlur: 6, Flurstück: 24/1 | |         | 37902 DDB  |
| Evangelische Pfarrkirche | Evangelische Pfarrkirche        | Albunger Straße 15 LageFlur: 6, Flurstück: 32/2 | Gotischer Chorturm, mit Haubenlaterne von 1738. Das Kirchenschiff von 1793 und Orgel aus der 1. Hälfte des 18. Jahrhunderts. |         | 37903 DDB  |
| Bild gesucht BW          | Scheune                         | Albunger Straße 16 LageFlur: 6, Flurstück: 36/2 | |         | 37904      |
| Bild gesucht BW          | Wohnhaus                        | Albunger Straße 18 LageFlur: 6, Flurstück: 38/2 | |         | 37905 DDB  |
| Bild gesucht BW          | Wohnhaus                        | Albunger Straße 20 LageFlur: 6, Flurstück: 40/2 | |         | 37906 DDB  |
| Bild gesucht BW          | Wohnhaus mit Scheune            | Albunger Straße 24 LageFlur: 6, Flurstück: 44/2 | |         | 37907 DDB  |
| Bild gesucht BW          | Winkelhof                       | Albunger Straße 26 LageFlur: 6, Flurstück: 48/2 | |         | 37908      |
| Bild gesucht BW          | Spritzenhaus                    | Kirchberg, Lange Straße 40 LageFlur: 5, 6, Flurstück: 168/1, 204, 155/5 | |         | 37900      |
| Bild gesucht BW          | Wohnhaus                        | Kirchberg 1 LageFlur: 6, Flurstück: 30/2 | |         | 37909 DDB  |
| Bild gesucht BW          | Wohnhaus                        | Kirchberg 2 LageFlur: 6, Flurstück: 77/4 | |         | 37910 DDB  |
| Bild gesucht BW          | Winkelhof                       | Kirchberg 5 LageFlur: 5, Flurstück: 63 | |         | 37911 DDB  |
| Bild gesucht BW          | Streckhof                       | Kirchberg 7 LageFlur: 5, Flurstück: 65/1 | |         | 37912 DDB  |
| Bild gesucht BW          | Wohnhaus                        | Kirchberg 8 LageFlur: 6, Flurstück: 86 | |         | 37913 DDB  |
| Bild gesucht BW          | Wohnhaus                        | Kirchberg 9/11 LageFlur: 5, Flurstück: 57, 59/2 | |         | 37914 DDB  |
| Bild gesucht BW          | Hofanlage                       | Lange Straße 14/12 LageFlur: 5, Flurstück: 31/1, 31/2, 32/1 | Hinweis auf Haustür |         | 37915 DDB  |
| Bild gesucht BW          | Wohnhaus                        | Lange Straße 15 LageFlur: 5, Flurstück: 12/1 | |         | 37916 DDB  |
| Bild gesucht BW          | Wohnhaus                        | Lange Straße 16 LageFlur: 5, Flurstück: 34/1 | Hinweis auf Haustür |         | 37917 DDB  |
| Bild gesucht BW          | Wohnhaus                        | Lange Straße 19 LageFlur: 5, Flurstück: 18/2 | |         | 37918 DDB  |
| Bild gesucht BW          | Wohnhaus                        | Lange Straße 21 LageFlur: 5, Flurstück: 21/2 | |         | 37919 DDB  |
| Bild gesucht BW          | Wohnhaus                        | Lange Straße 22 LageFlur: 5, Flurstück: 84 | |         | 37920 DDB  |
| Bild gesucht BW          | Wohnhaus                        | Lange Straße 23 LageFlur: 5, Flurstück: 24/3 | Hinweis auf Torpfosten | 1814    | 37921 DDB  |
| Bild gesucht BW          | Wohnhaus                        | Lange Straße 24 LageFlur: 5, Flurstück: 82/4 | |         | 37922 DDB  |
| Bild gesucht BW          | Wohnhaus                        | Lange Straße 25 LageFlur: 5, Flurstück: 90/5 | |         | 37923 DDB  |
| Bild gesucht BW          | Wohnhaus                        | Lange Straße 27 LageFlur: 5, Flurstück: 92/3 | |         | 37924 DDB  |
| Bild gesucht BW          | Wohnhaus                        | Lange Straße 32 LageFlur: 5, Flurstück: 79/1 | |         | 37925 DDB  |
| Bild gesucht BW          | Wohnhaus                        | Lange Straße 35 LageFlur: 5, Flurstück: 104/3 | |         | 37926 DDB  |
| Bild gesucht BW          | Wohnhaus                        | Lange Straße 36 LageFlur: 5, Flurstück: 70/3 | |         | 37927 DDB  |
| Bild gesucht BW          | Wohnhaus mit Wirtschaftsgebäude | Lange Straße 38 LageFlur: 5, Flurstück: 67/2 | |         | 37928 DDB  |
| Bild gesucht BW          | Hofanlage                       | Lange Straße 39 LageFlur: 5, Flurstück: 114/1 | |         | 37929 DDB  |
| Bild gesucht BW          | Wohnhaus                        | Lange Straße 40 LageFlur: 5, Flurstück: 168/1 | |         | 37930 DDB  |
| Bild gesucht BW          | Wohnhaus                        | Lange Straße 42 LageFlur: 5, Flurstück: 171 | |         | 37931 DDB  |
| Bild gesucht BW          | Wohnhaus                        | Lange Straße 46 LageFlur: 5, Flurstück: 174/1 | |         | 37932 DDB  |
| Bild gesucht BW          | Wohnhaus                        | Lange Straße 48 LageFlur: 5, Flurstück: 179/3 | |         | 37933 DDB  |
| Bild gesucht BW          | Hofanlage                       | Lange Straße 57 LageFlur: 5, Flurstück: 149/2 | |         | 37934 DDB  |
| Bild gesucht BW          | Hofanlage                       | Lange Straße 59/61, Lange Straße LageFlur: 5, Flurstück: 153/2, 157/1, 162, 163/4                                                                                              | |         | 37935 DDB  |
| Bild gesucht BW          | Wohnhaus                        | Tränkegasse 1/3 LageFlur: 5, Flurstück: 73/2 | |         | 37937 DDB  |
| Bild gesucht BW          | Wohnhaus                        | Tränkegasse 2 LageFlur: 5, Flurstück: 76/3 | |         | 37936 DDB  |